# Wairikinggisi River
Wairikinggisi River är ett vattendrag i Fiji.   Det ligger i divisionen Norra divisionen, i den nordöstra delen av landet, 200 km nordost om huvudstaden Suva. Wairikinggisi River ligger på ön Vanua Levu.